# Локирхен
Локирхен (нем. Lohkirchen) — община в Германии, в земле Бавария. 
Подчиняется административному округу Верхняя Бавария. Входит в состав района Мюльдорф-на-Инне.  Население составляет 703 человека (на 31 декабря 2010 года). Занимает площадь 14,88 км².